# BMW E9

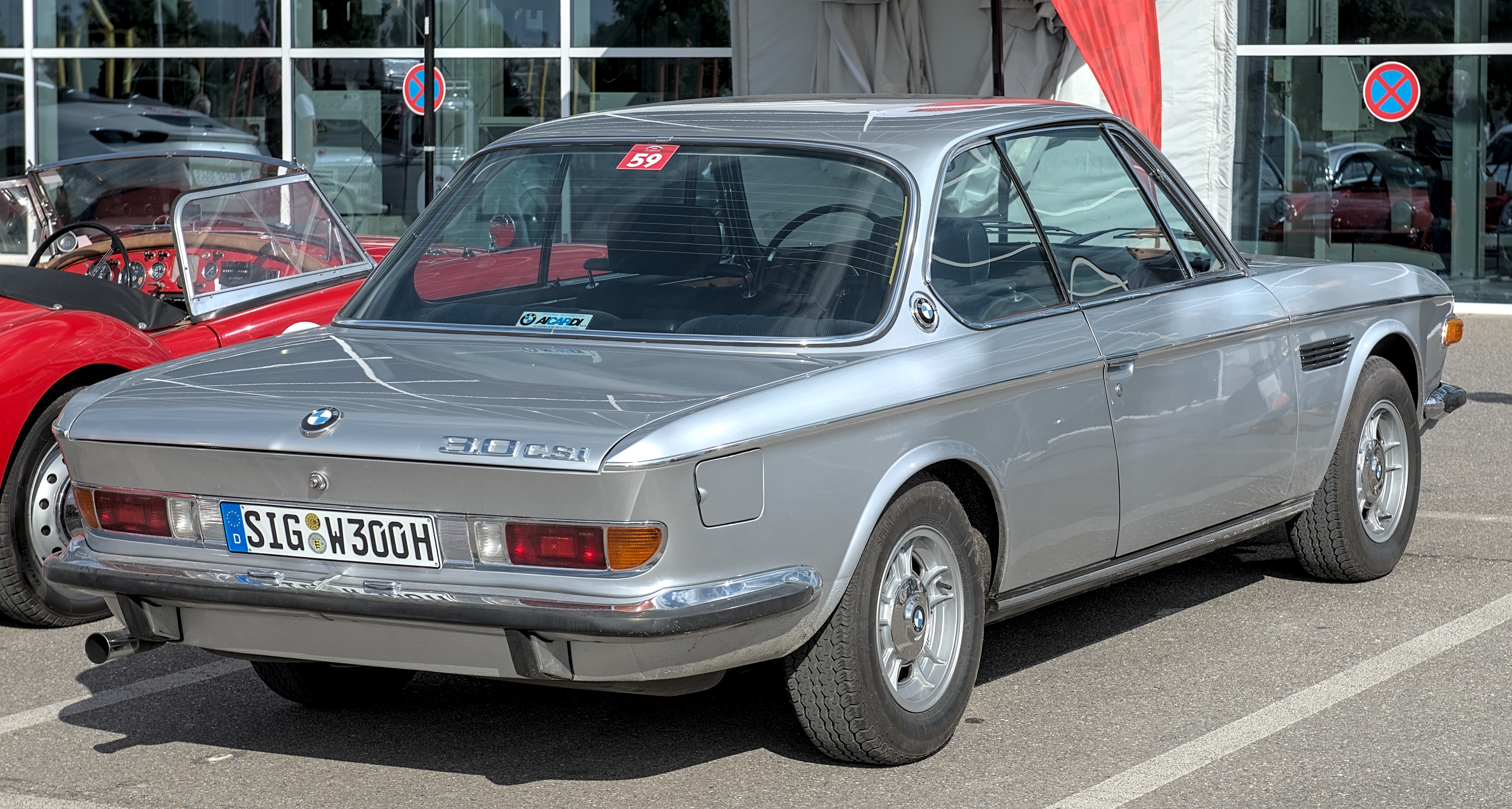
BMW 3.0 CSi, Heckansicht

Der BMW E9 war ein Pkw-Modell von BMW, das zwischen Dezember 1968 und Dezember 1975 im Lohnauftrag bei Karmann im Werk Rheine gebaut wurde. Das Angebot umfasste ausschließlich Sechszylinder-Reihenmotoren mit einem Hubraum zwischen 2,5 und 3,2 Liter und einer Leistung von 150 bis 206 PS (110 bis 151 kW).
Der E9 löste das ab 1965 gebaute BMW Coupé 2000 C/CA/CS der „Neuen Klasse“, auf dem er basierte, im Jahr 1968 ab. Die größte, sofort sichtbare Veränderung an der Karosserie war eine an die „BMW-Familie“ angepasste Front mit den H1-Doppelscheinwerferpaaren. Die dadurch entstandene Ähnlichkeit mit dem BMW E3 kann den Eindruck erwecken, es sei eine Coupé-Variante dieses Modells, was jedoch nicht zutrifft.
Insgesamt entstanden 30.546 Wagen. Nachfolger des E9 wurde 1976 die erste 6er Baureihe (E24).

## Modellgeschichte

### Allgemeines
Von 1968 bis April 1971 war ausschließlich der BMW 2800 CS mit 2,8-l-Vergasermotor mit 170 PS (125 kW) verfügbar. Insgesamt entstanden 9.399 Exemplare des BMW 2800 CS. Im April 1971 wurde dieses Modell durch den 3.0 CS (ebenfalls mit Vergasermotor, 180 PS [132 kW]) ersetzt, der 10.898 Mal bis zum Produktionsstopp im Dezember 1975 gebaut wurde. Beide Fahrzeuge waren auch mit einem Dreigang-Automatikgetriebe von ZF lieferbar (interne Bezeichnung BMW 2800 CSA bzw. BMW 3.0 CSA).
Im Herbst 1971 kam als weitere Modellvariante der BMW 3.0 CSi mit Bosch-D-Jetronic-Saugrohreinspritzung hinzu, der ansonsten baugleich mit dem BMW 3.0 CS ist. Dieses Modell hat 200 PS (147 kW), beschleunigt in 7,7 Sekunden von 0 auf 100 km/h und erreicht eine Höchstgeschwindigkeit von 220 km/h. Bis zum Produktionsstopp im November 1975 entstanden 8.144 Fahrzeuge.
844 mal gebaut wurde der BMW 2.5 CS im Zeitraum von 1974 bis 1975. Der 150 PS (110 kW) starke Zweieinhalbliter war das Einstiegsmodell und äußerlich nur an den fehlenden Stoßstangenhörnern hinten sowie dem Schriftzug von den großen Dreilitermodellen zu unterscheiden. In 9,9 Sekunden beschleunigt das Fahrzeug mit Schaltgetriebe auf 100 km/h, bei 200 km/h war die Höchstgeschwindigkeit erreicht.

### BMW 3.0 CSL

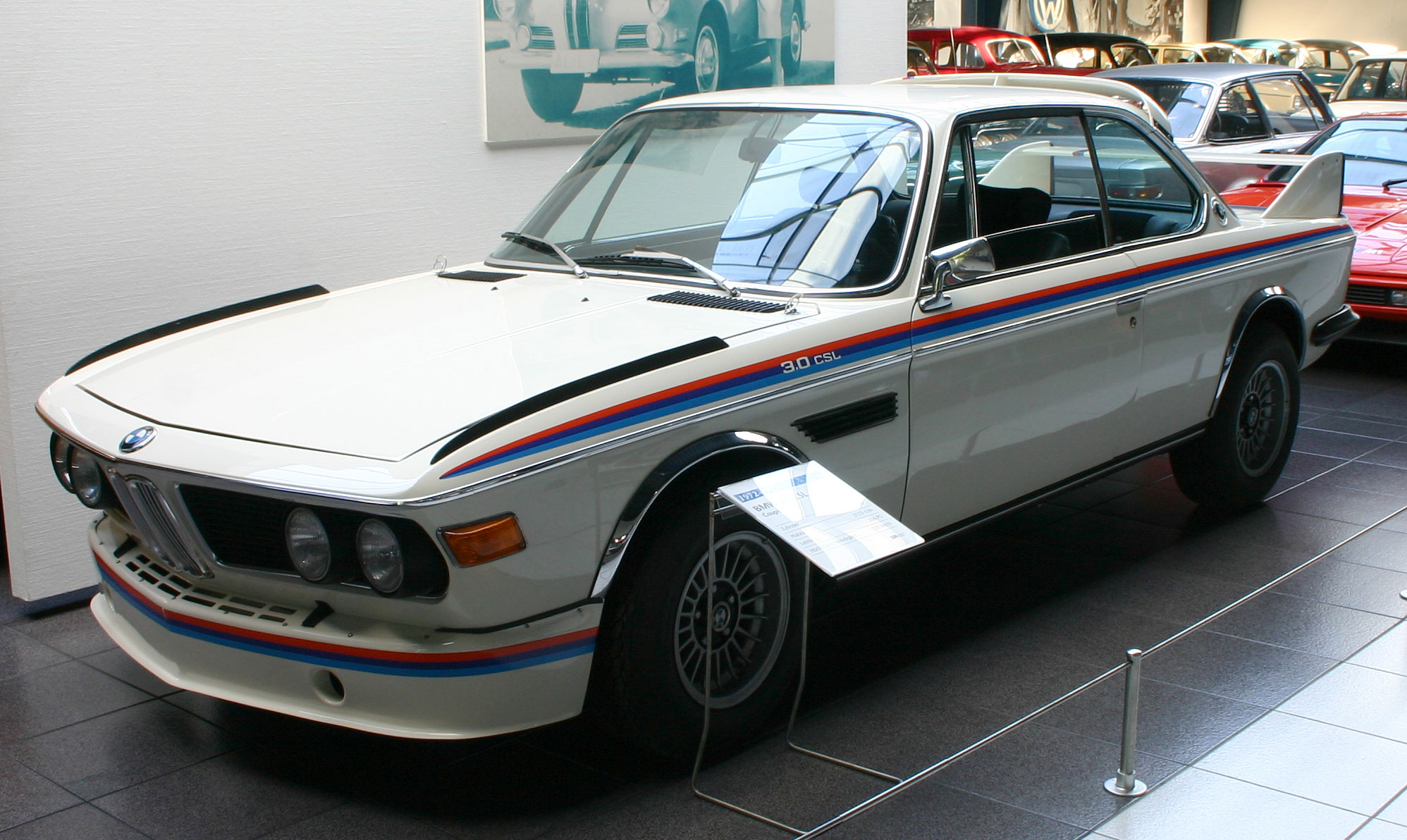
BMW 3.0 CSL im EFA-Museum für Deutsche Automobilgeschichte

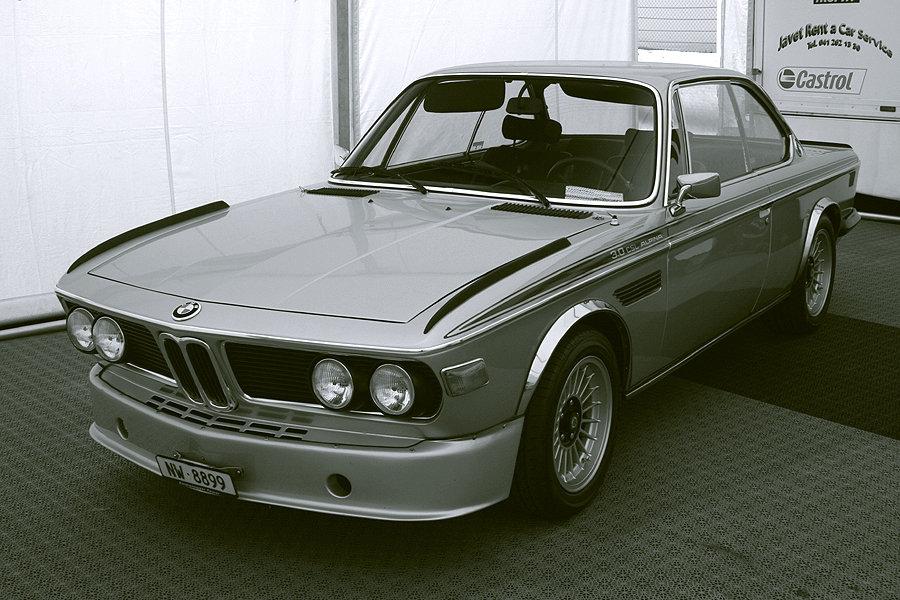
BMW 3.0 CSL von Alpina

Ab 1971 entstanden die ersten 3.0-CSL-Coupés in Zusammenarbeit mit Alpina als Homologationsserie für den Tourenwagensport, in dem BMW damals mit den BMW 02 sehr erfolgreich war. Der Name CSL (Coupé Sport Leichtbau) war Programm, da die Leichtbau-Coupés gegenüber dem BMW 3.0 CS keine Leistungssteigerung erhielten, sondern dank Gewichtssparmaßnahmen (u. a. hintere Scheiben aus Plexiglas; Motorhaube und Türen aus Aluminium) leer noch 1165 kg wogen und in 7,4 Sekunden auf 100 km/h beschleunigten. Von diesen Fahrzeugen wurden 169 Exemplare gebaut.
Ab August 1972 wurde die D-Jetronic-Saugrohreinspritzung auch im BMW 3.0 CSL eingesetzt. Trotz gegenüber dem BMW 3.0 CSi leicht erhöhtem Hubraum (3003 statt 2985 cm³) leisten diese Fahrzeuge ebenfalls 200 PS (147 kW) und erreichen 220 km/h, beschleunigen jedoch in nur 6,9 Sekunden von 0 auf 100 km/h. Von diesem zweiten Produktionslauf des BMW 3.0 CSL entstanden bis August 1973 insgesamt 939 Exemplare, davon 500 mit Rechtslenkung.
Die dritte und letzte Ausbaustufe des BMW 3.0 CSL (Juli 1973 bis November 1975) schöpfte 206 PS (152 kW) aus 3153 cm³. Ihren Spitznamen „Batmobil“ verdankt sie einem umfangreichen Aerodynamikpaket, insbesondere dem riesigen Heckflügel, der mangels Straßenzulassung im Kofferraum des Fahrzeugs verstaut ausgeliefert wurde. Der damalige BMW-Rennfahrer Hans-Joachim Stuck wurde an einer Tankstelle, als er mit seinem „Dienst-CSL“ unterwegs war, gefragt, ob dieser Heckflügel „ein neuer Ski-Halter sei“.
Der BMW 3.0 CSL gilt als erstes Produkt der späteren BMW Motorsport GmbH, damals noch eine Abteilung von BMW, und kann somit als der allererste „M“-BMW bezeichnet werden. Der Wagen trug auch bereits die Farben der späteren M-GmbH.
Mit dem Erscheinen der ersten 6er-Reihe von BMW (Baureihe E24) im Jahr 1976 war den CSL-Rennsportwagen zwar die Werksunterstützung entzogen worden. Und wenn auch das relativ schwere Nachfolgemodell sehr erfolgreich war, so stellten doch die CSL-Erfolge privater Mannschaften das Licht des 6ers anfangs deutlich in den Schatten, als Alpina mit Dieter Quester 1977 den Europameistertitel holte. Selbst 1978 gab sich der E9 noch immer nicht geschlagen, als Umberto Grano in einem Luigi-CSL die Meisterschaft gewann.
Die E9-CSL-Coupés gab es u. a. auch in getunten Varianten von GS-Tuning (169 kW mit Vergaser), Alpina (184 kW mit Saugrohreinspritzung), Koepchen (191 kW mit Vergaser) und Schnitzer (213 kW mit Saugrohreinspritzung).

### Modelle und technische Daten
Der BMW E9 wurde ausschließlich mit Sechszylinder-Reihenmotoren der Baureihe M30 ausgestattet, die auch in der Limousine E3 zum Einsatz kamen. Es gab auch Prototypen mit schon fertig entwickelten Acht- und Zwölfzylindermotoren. Diese wurden aber im Hinblick auf die drohende Ölkrise nicht verwirklicht. Erwähnenswert ist hierbei, dass BMW-Entwicklungschef Bernhard Osswald 1973 einen grünen BMW 3.0 CSi mit einem etwa 206 kW (280 PS) starken Fünfliter-V8-Zylinder als Dienstwagen nutzte. 250 km/h waren mit diesem Fahrzeug möglich. Er blieb aber ein Einzelstück.
Die Motordaten der einzelnen Modellvarianten in tabellarischer Übersicht:

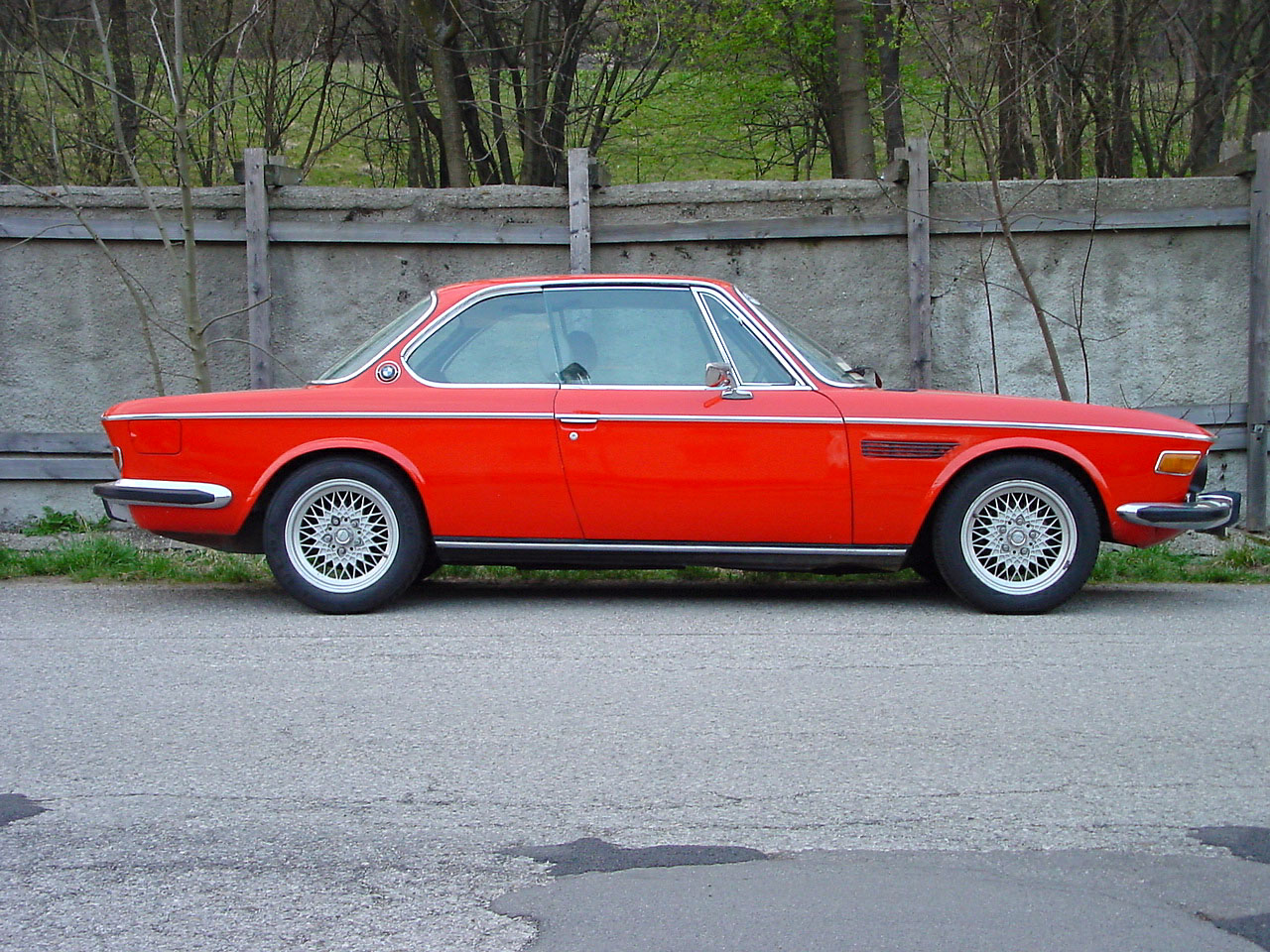
Profil eines BMW 3.0 CSi

| Modell  | Hubraum  | Leistung        | max. Drehmoment bei 1/min | Produktionszeitraum |
| ------- | -------- | --------------- | ------------------------- | ------------------- |
| 2.5 CS  | 2492 cm3 | 150 PS (110 kW) | 211 Nm bei 3700           | 1974–1975           |
| 2800 CS | 2788 cm3 | 170 PS (125 kW) | 235 Nm bei 3700           | 1968–1971           |
| 3.0 CS  | 2985 cm3 | 180 PS (132 kW) | 255 Nm bei 3700           | 1971–1975           |
| 3.0 CSi | 2985 cm3 | 200 PS (147 kW) | 272 Nm bei 4300           | 1971–1975           |
| 3.0 CSL | 2985 cm3 | 180 PS (132 kW) | 255 Nm bei 3700           | 1971–1972           |
| 3.0 CSL | 3003 cm3 | 200 PS (147 kW) | 272 Nm bei 4300           | 1972–1973           |
| 3.0 CSL | 3153 cm3 | 206 PS (151 kW) | 286 Nm bei 4300           | 1973–1975           |

### Sonderkarosserien
Auf der Basis eines 2800 CS baute der italienische Designer Pietro Frua 1969 ein Fastbackcoupé.
1969 wurden drei 2800 CS mit Edelstahlkarosserie mit der Firma DEW - Deutsche Edelstahl AG, Krefeld, realisiert. Das Projekt Edelstahlkarosserie – sog. Remanit, ein Normedelstahl, der mit Serienwerkzeugen verarbeitet war – ging auf BMW zurück. Eins dieser Fahrzeuge wurde über 125.000 km erprobt.
Seit 1970 gibt es verschiedene Umbauten zum Cabrio. Erst 2004 bietet BMW selbst ein Cabrio des großen Coupés an, nämlich beim wiederbelebten 6er E63/E64.

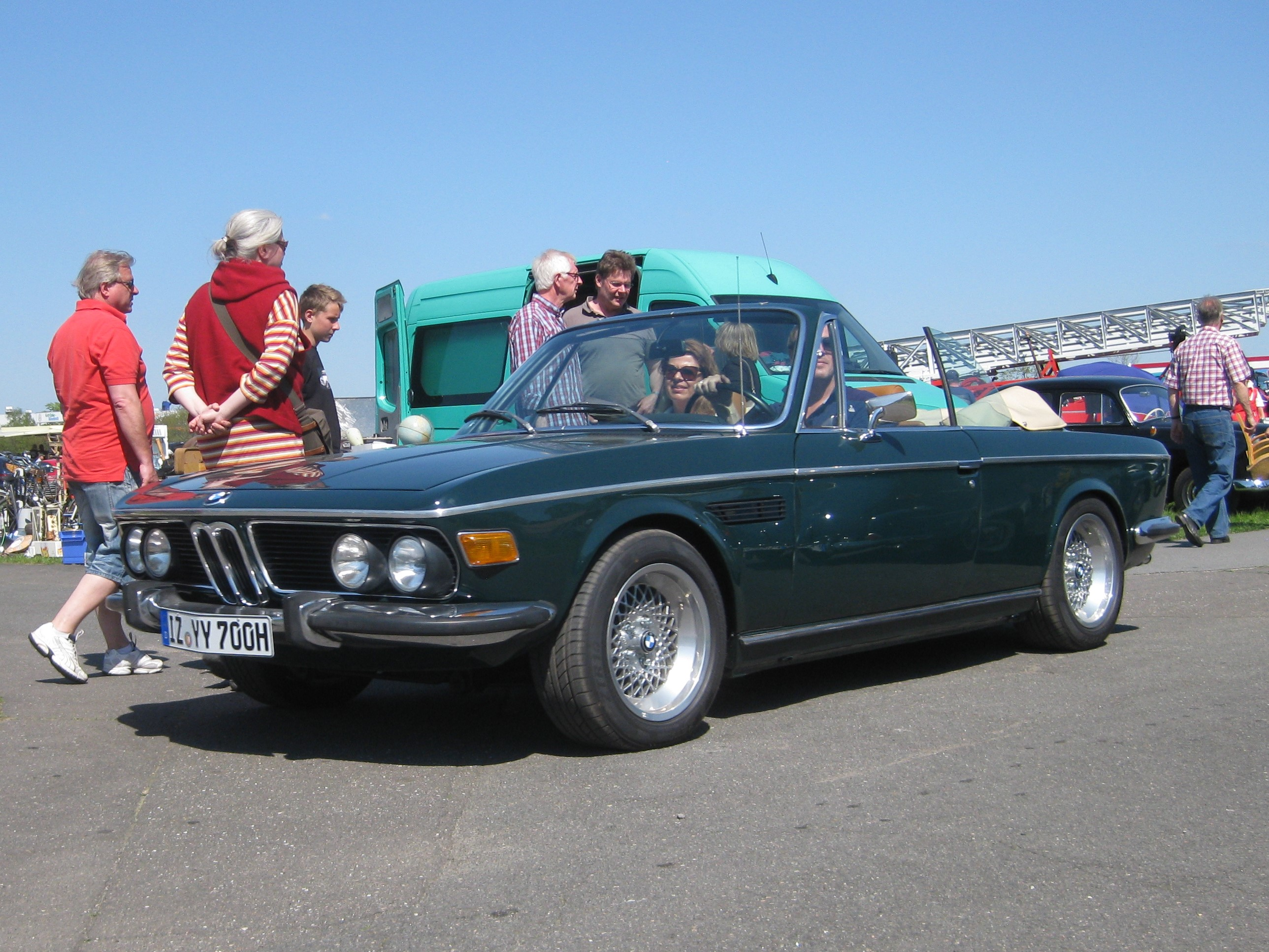
E9 als Cabriolet, Front
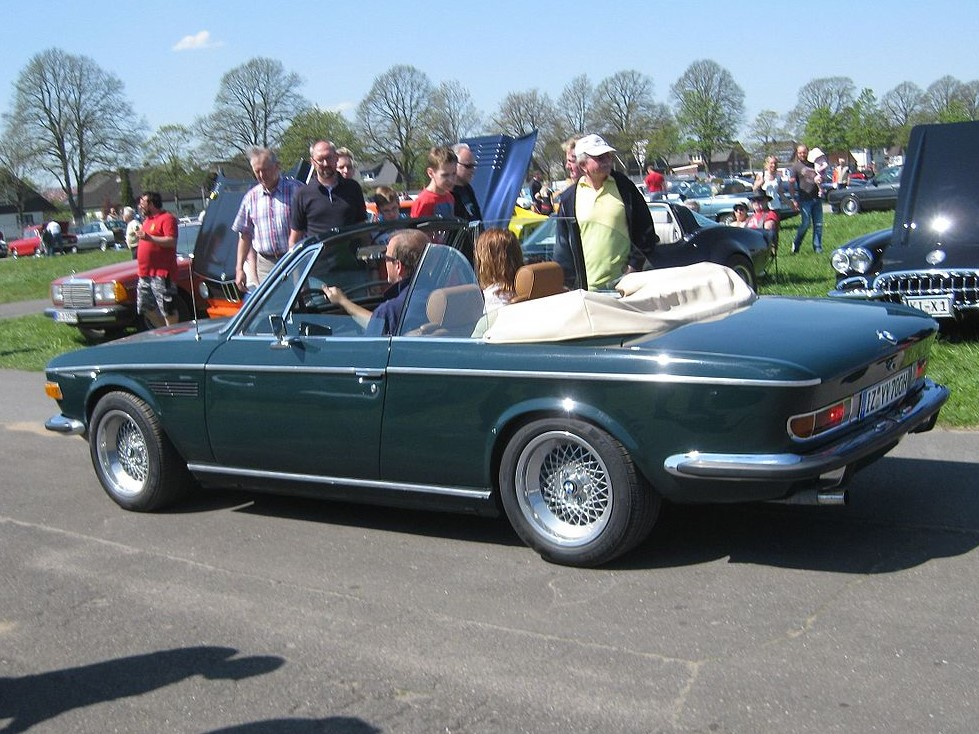
E9 als Cabriolet, Heck-Seite

### Rennversionen

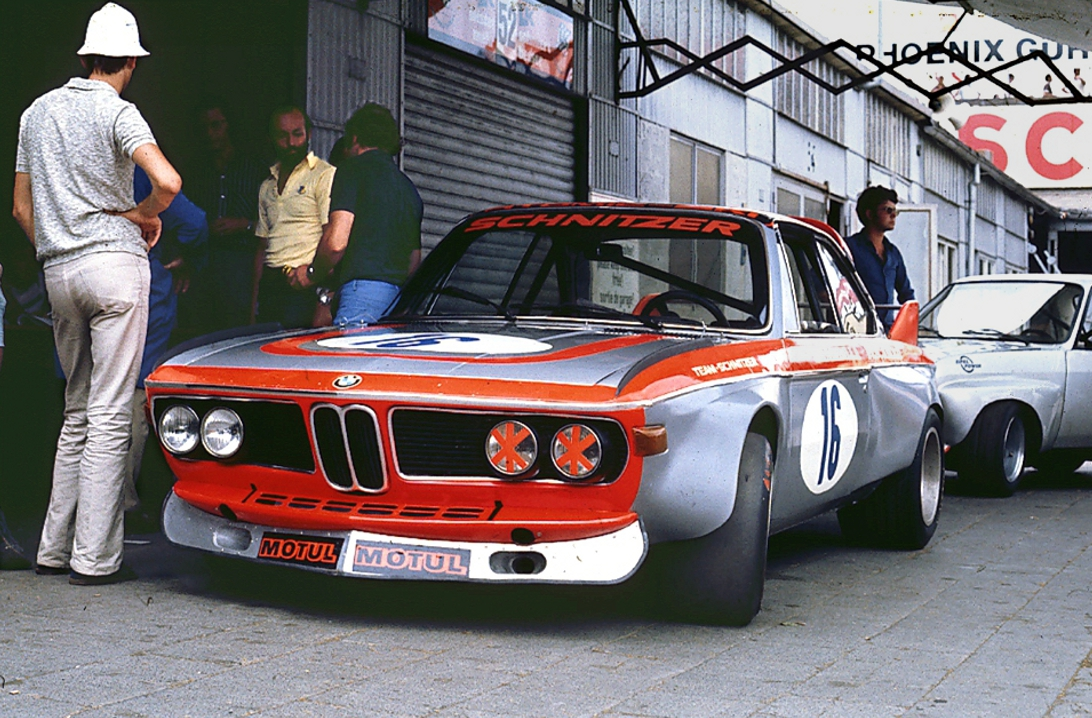
BMW Schnitzer CSL 1973

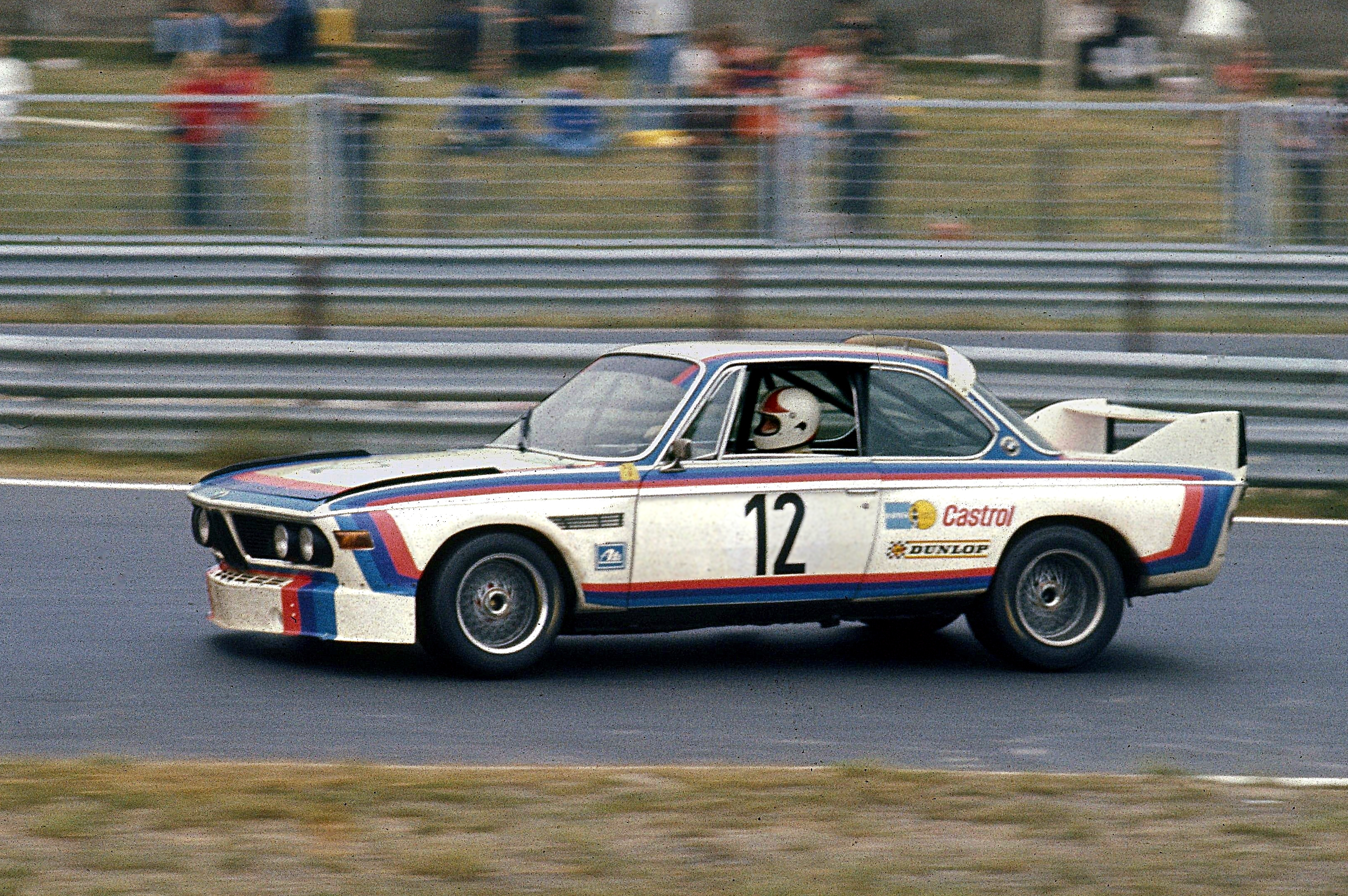
Werks-BMW CSL 1973 mit Chris Amon beim 6-Stunden-Rennen auf dem Nürburgring

Die Rennversion des E9-CSL leistete 1974 durch Hubraumvergrößerung auf 3498 cm3 und einen Vierventilzylinderkopf 440 PS (324 kW) bei 8500 min−1, beschleunigte in 4,0 Sekunden von 0 auf 100 km/h und erreichte eine Höchstgeschwindigkeit von 275 km/h. In der Rennsaison 1976 wurden in der Markenweltmeisterschaft die Gruppe-5-Regeln eingeführt, die gegenüber den Serienfahrzeugen viele Veränderungen erlaubten. Der knapp 440 kW starke Porsche 935 gewann vier der sieben Rennen und auch die Weltmeisterschaft; jedoch gewannen die BMW-Coupés trotz vieler Turbo-Porsche 934 in Kundenhand drei Rennen und hielten die Meisterschaft so bis zum letzten Lauf offen.
Bei einigen wenigen Rennen trat zudem die BMW-Werksmannschaft an: Mittels Vierventiltechnik und Turboaufladung erzielte der Wagen eine Motorleistung, wie sie vorher nur vom Turbomotor des Porsche 917/10 erreicht worden war, und die in der Formel 1 erst in der Turbo-Ära der 1980er möglich sein sollte: bis zu 590 kW. Durch das dabei entstehende enorme Drehmoment wurde die Belastungsgrenze des Getrag-Fünfganggetriebes überschritten, auch konnte die Leistung kaum auf den Boden gebracht werden: 0–100 km/h in 3,5 Sekunden und eine Höchstgeschwindigkeit von 308 km/h. Mit solcher Motorleistung war die Höchstgeschwindigkeit mangels eines geeignet angepassten Sechsganggetriebes drehzahl- und nicht fahrwiderstandslimitiert: Vollgaspassagen auf langen Geraden hätten den Motor des Renn-CSL mit Überdrehzahl zerstört. Dem schwedischen Rennfahrer Ronnie Peterson sollen bei einem Tempo von über 250 km/h beim Beschleunigen noch die Räder durchgedreht haben, weshalb auch ein Reifensatz nur 64 km lang hielt. Der Turbo-BMW erzielte beim ersten Einsatz in Silverstone die zweitbeste Trainingszeit, erschien dann aber erst wieder beim alles entscheidenden letzten Lauf in Dijon, wobei diesmal der erste Startplatz vor dem Werksporsche erzielt wurde. Der Sechszylinder-Turbo schied jedoch früh aus; BMW beschränkte sich auf die Aufladung des kleinen M10-Vierzylinders und entwickelte diese in den Folgejahren erfolgreich bis zur F1-Weltmeisterschaft 1983.

### BMW 3.0 CSL Art Cars
Ein BMW 3.0 CSL wurde 1975 zum ersten BMW Art Car. Aufgrund der Initiative des französischen Auktionators und Rennfahrers Hervé Poulain bemalte der US-amerikanische Künstler Alexander Calder einen Rennwagen auf Basis eines BMW 3.0 CSL. Hervé Poulain fuhr diesen Wagen zusammen mit Sam Posey und Jean Guichet beim 24-Stunden-Rennen von Le Mans 1975. Das im Folgejahr vom New Yorker Frank Stella ebenfalls auf Basis eines BMW 3.0 CSL kreierte Kunstwerk mit schwarzen Linien startete beim 24-Stunden-Rennen von Le Mans 1976.

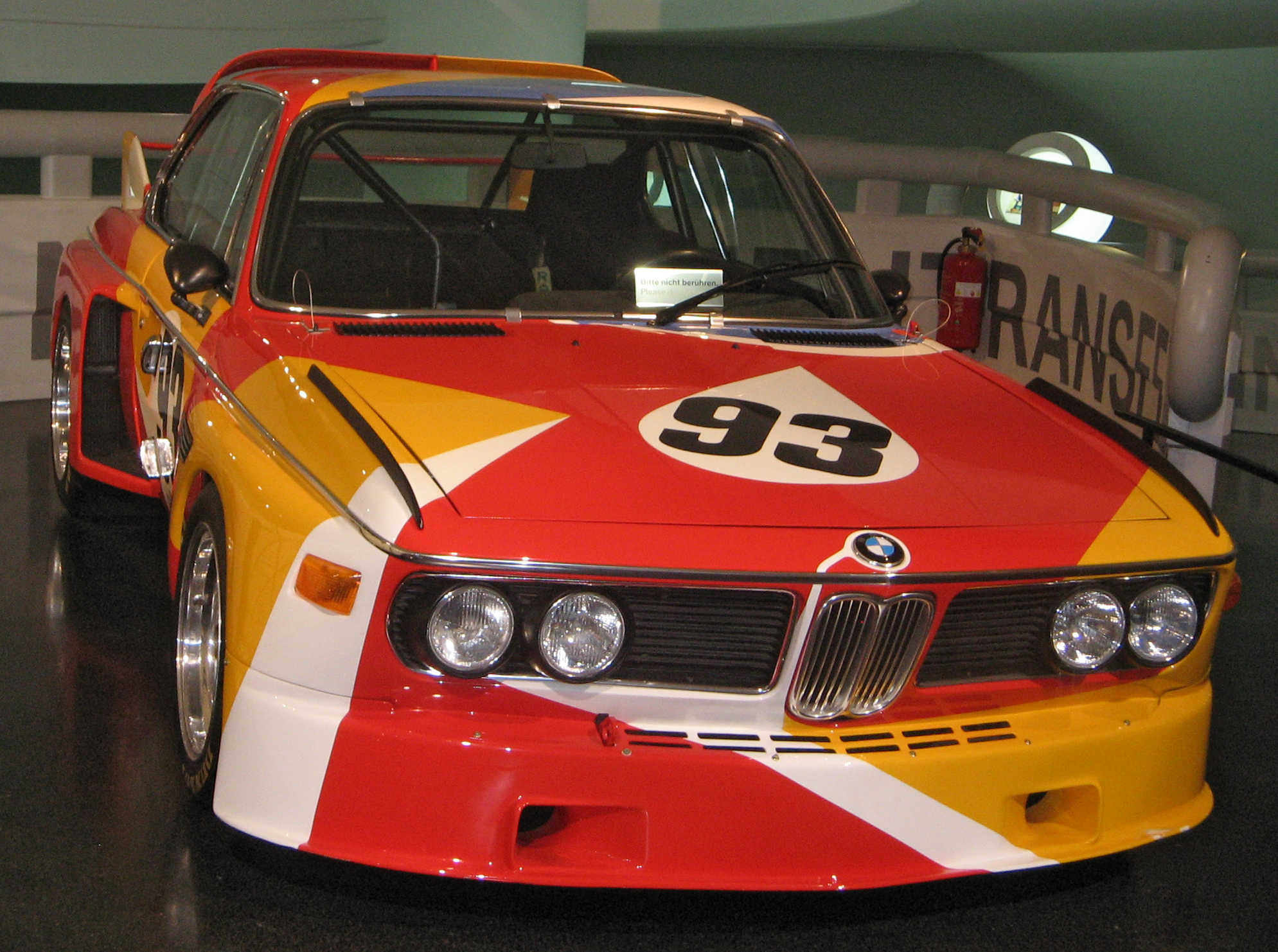
Das von Alexander Calder gestaltete BMW Art Car wurde in Le Mans von Hervé Poulain, Sam Posey und Jean Guichet pilotiert.
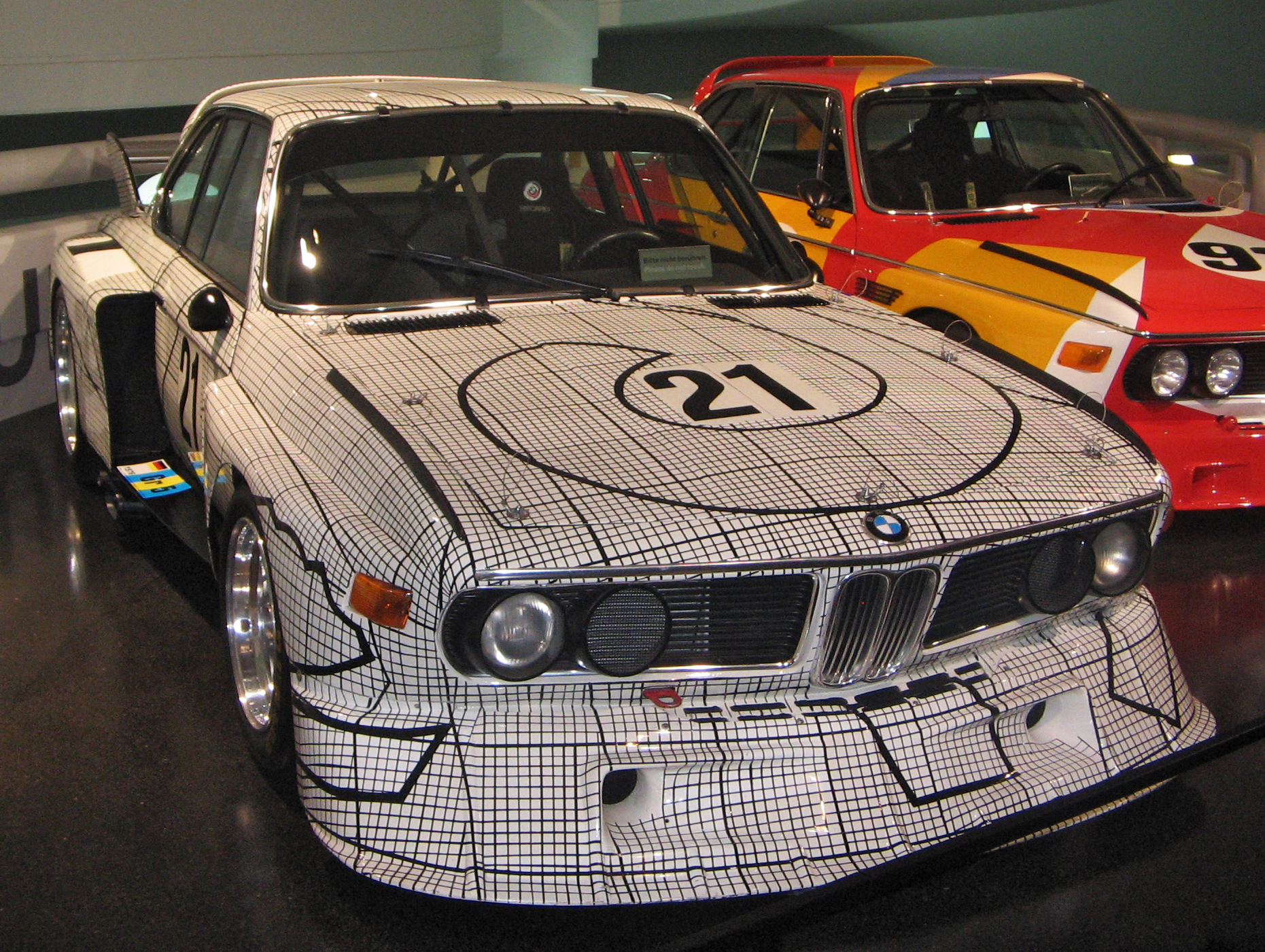
Das von Frank Stella gestaltete BMW Art Car trug beim 24-Stunden-Rennen von Le Mans 1976 die Startnummer 41 und wurde von Brian Redman und Peter Gregg gefahren.

## BMW 3.0 CSL Hommage
2015 stellte BMW auf dem Concorso d'Eleganza am Comer See eine 3.0 CSL-Hommage vor. Deren Farbe nahm den Gelbton „Golf“ auf, in dem der ursprüngliche 3.0 CSL erhältlich war. 2016 zeigte BMW dann die CSL-Hommage in den Motorsport-Farben. Der Wagen wurde von Won Kyu Kang gestaltet; er arbeitete von 2005 bis zu seinem Wechsel zu Kia 2020 im Außendesign bei BMW.

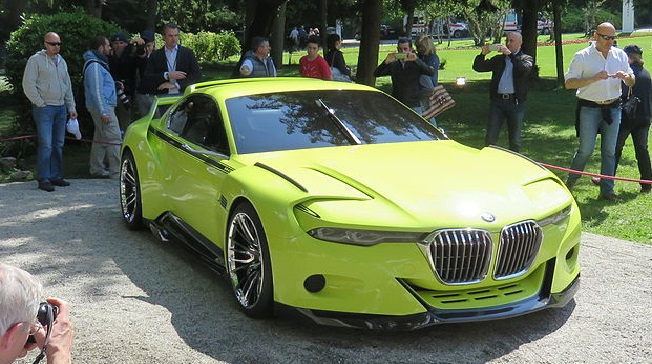
3.0 CSL Hommage 2015
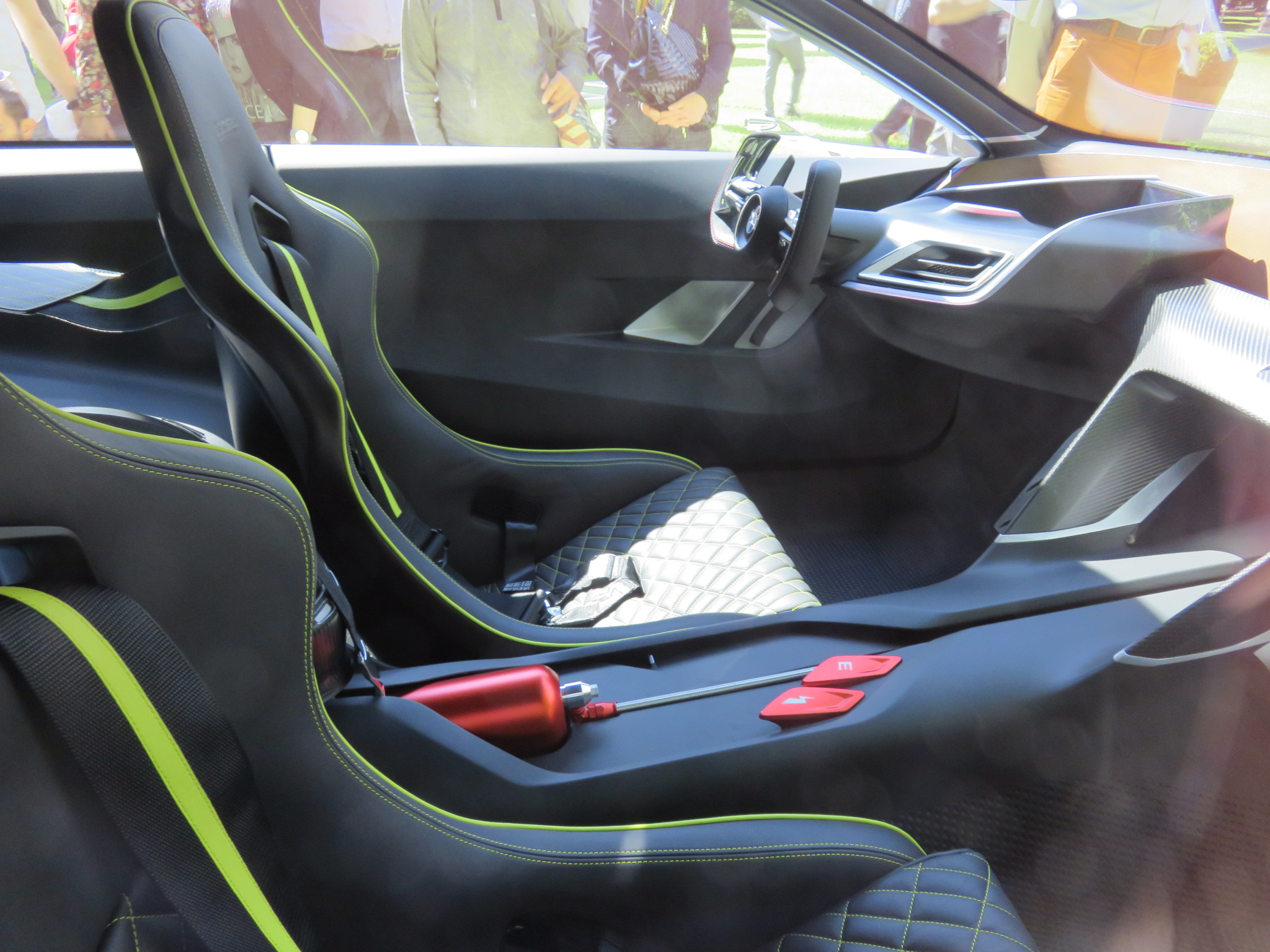
Innenraum 3.0 CSL Hommage 2015
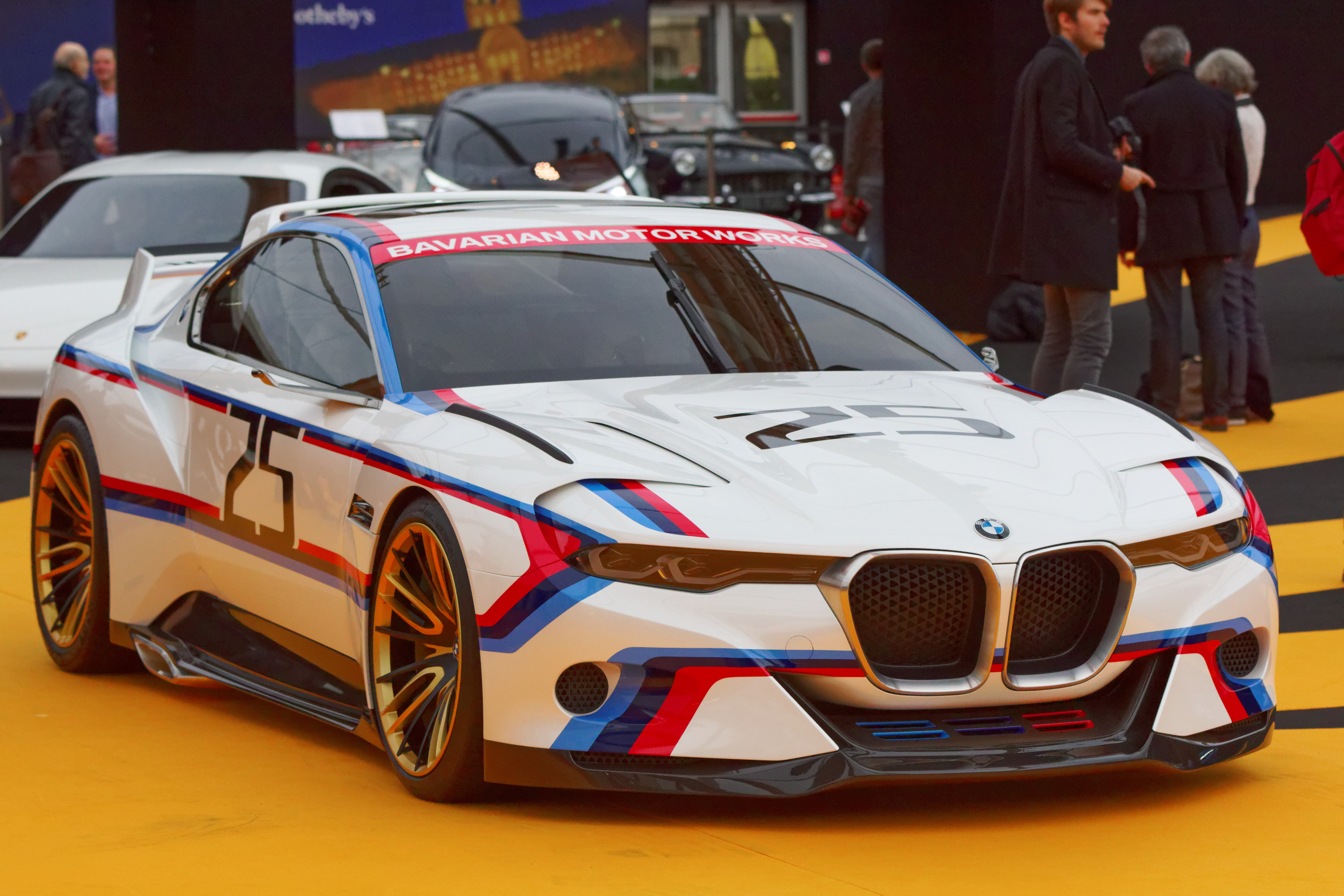
CSL Hommage in Motorsport-Farben
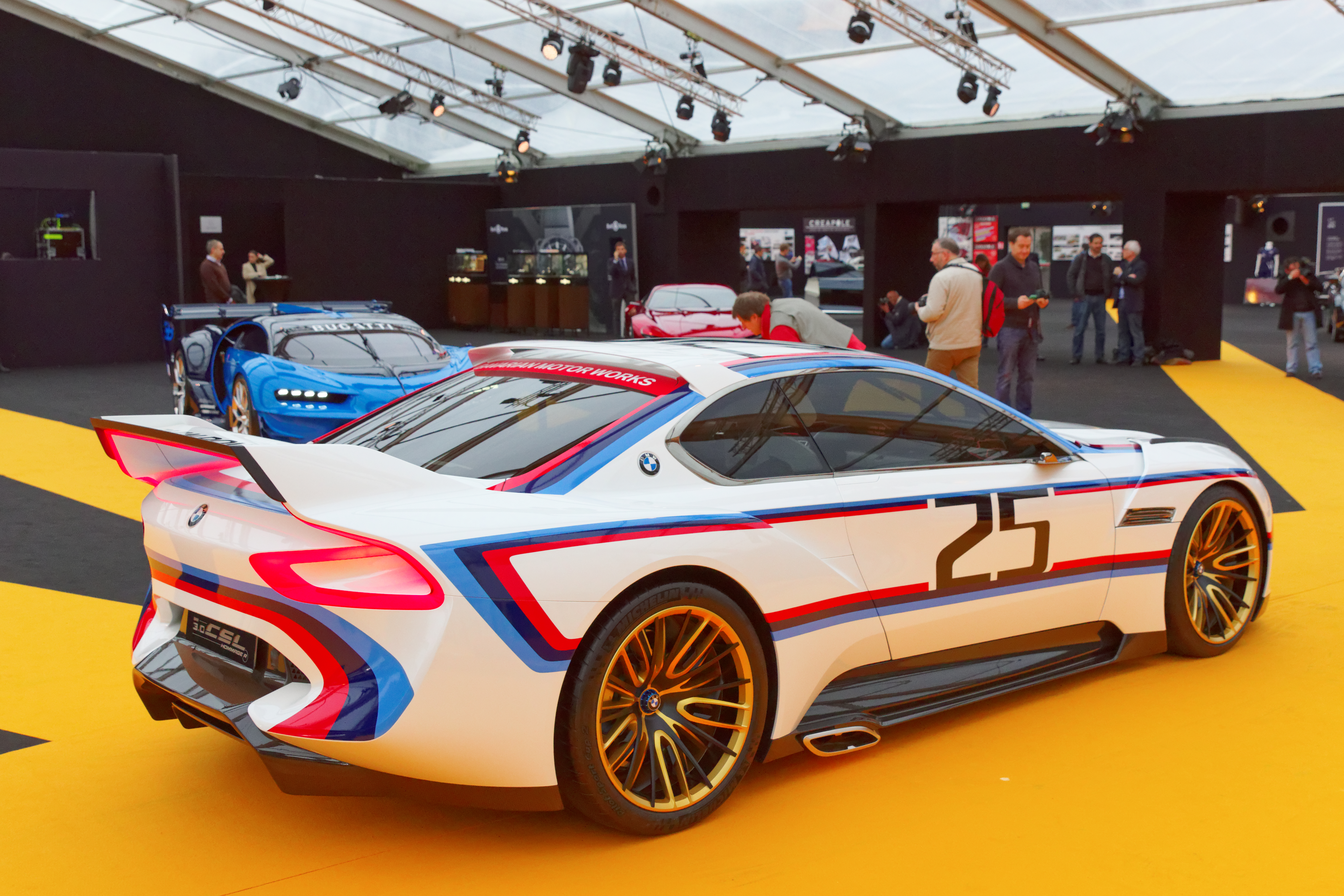
CSL Homm. in Motorsport-Farben (2)

## BMW 3.0 CSL (2022)

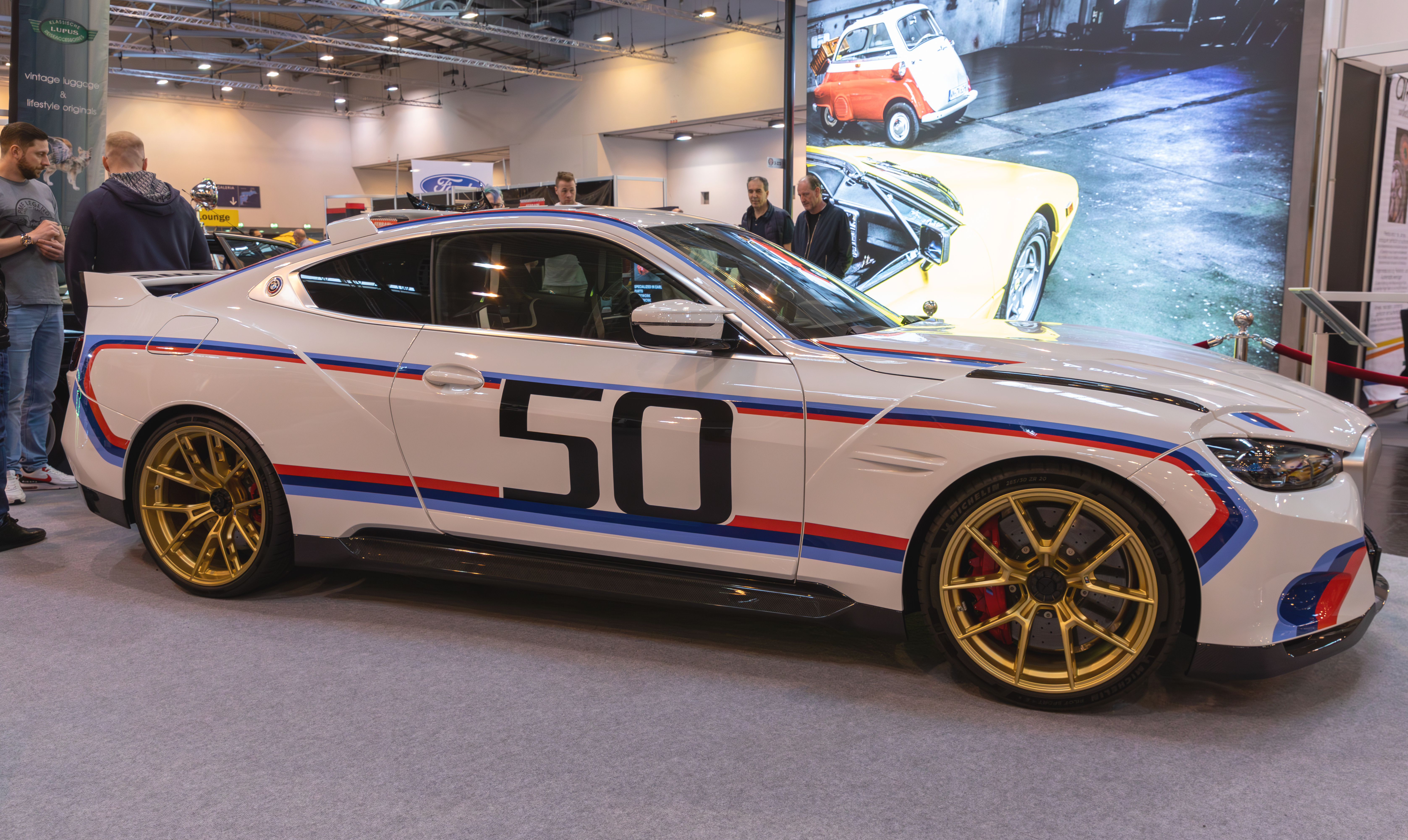
BMW 3.0 CSL, 2022

Im November 2022 präsentierte BMW den auf fünfzig Exemplare limitierten BMW 3.0 CSL auch als sogenannte Hommage an das gleichnamige Modell der Baureihe E9. Er ist äußerlich der Hommage in den Motorsportfarben von 2015 ähnlich und basiert auf dem 2020 vorgestellten M4.